# Cantó de Paimbœuf
El cantó de Paimbœuf (bretó Kanton Pembo) és una divisió administrativa francesa situat al departament de Loira Atlàntic a la regió de Loira Atlàntic, però que històricament ha format part de Bretanya.

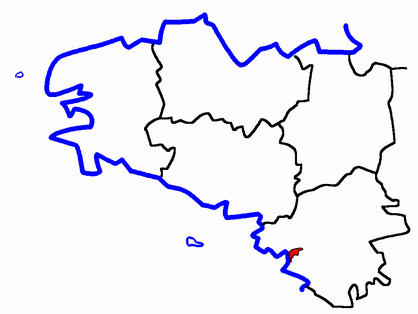
Situació del cantó

## Composició
El cantó aplega 3 comunes: 
| Nom francès           | Nom bretó    | Població | km²   | Codi Postal | Codi INSEE |
| Corsept               | Korzed       | 1.959    | 23,62 | 44560       | 44046      |
| Paimbœuf              | Pembo        | 2.758    | 2,00  | 44560       | 44116      |
| Saint-Brevin-les-Pins | Sant-Brewenn | 9.594    | 19,29 | 44250       | 44154      |
| Cantó                 | Pembo        | 14.311   | 44,91 | -           | 4429       |

## Història
| Data d'elecció                           | Identitat        | Partit | Qualitat |
| ---------------------------------------- | ---------------- | ------ | -------- |
| 1998-                                    | Yanick Lebeaupin | PS     |          |
| les dades anteriors no són pas conegudes |                  |        |          |
|                                          |                  |        |          |